# Y̊
Cette page contient des caractères spéciaux ou non latins. S’ils s’affichent mal (▯, ?, etc.), consultez la page d’aide Unicode.
Y̊ (minuscule : ẙ), ou Y rond en chef, était une lettre latine additionnelle utilisée dans la romanisations ISO 233 de l’écriture arabe. Il s’agit de la lettre Y diacritée d’un rond en chef.

## Utilisation
Dans l’ISO 233, le Y rond en chef ‹ ẙ › retranscrit le ya avec sukun ‹ يْ ›, et peut parfois être représenté par ‹ y° ›, le rond en chef ou symbole degré translittérant le sukun. Ce dernier indique que la consonne n’est pas suivie d’une voyelle, mais il est généralement omis dans les translittérations ISO 233.

## Représentations informatiques
Le Y rond en chef peut être représenté avec les caractères Unicode suivants :
- précomposé (latin étendu additionnel)[1] :

| formes    | représentations | chaînes de caractères | points de code | descriptions                           |
| --------- | --------------- | --------------------- | -------------- | -------------------------------------- |
| minuscule | ẙ               | ẙ                     | U+1E99         | lettre minuscule latine y rond en chef |

- décomposé (latin de base, diacritiques) :

| formes    | représentations | chaînes de caractères | points de code | descriptions                                       |
| --------- | --------------- | --------------------- | -------------- | -------------------------------------------------- |
| majuscule | Y̊               | Y◌̊                    | U+0059 U+030A  | lettre majuscule latine y diacritique rond en chef |
| minuscule | ẙ               | y◌̊                    | U+0079 U+030A  | lettre minuscule latine y diacritique rond en chef |